# Queen (Schiff, 1840)
Die Queen, auch HMS Queen, war ein 110-Kanonen-Linienschiff der britischen Marine, das von 1840 bis 1871 in Dienst stand.

## Geschichte
Die spätere Queen wurde ursprünglich am 29. Oktober 1827 mit dem Namen Royal Frederick als zehnte Einheit der Caledonia-Klasse mit 120 Kanonen bestellt. Am 2. September 1833, die Bauvorbereitungen hatten schon begonnen, wurde entschieden das Schiff nach einem neuen Entwurf von William Symonds mit einer Bestückung von 110 Kanonen zu bauen.
Eine Neubestellung folgte am folgenden Tag dem 3. September 1833 und im November wurde das Schiff bei der Marinewerft in Portsmouth auf Kiel gelegt. Der Stapellauf erfolgte am 15. Mai 1839, wobei bereits zum 12. April eine Umbenennung in Queen erfolgte.
Es diente als Flaggschiff im Mittelmeer und im Schwarzen Meer.
1842 besuchte Königin Victoria das Schiff. 1854 bombardierte es im Krimkrieg Sewastopol und wurde am 11. Oktober 1854 von einer Granate getroffen und in Brand gesetzt. 1859 wurde das Schiff auf zwei Decks mit 86 Kanonen reduziert und erhielt einen Schraubenantrieb. 1871 wurde es bei Castle Yard in Charlton abgewrackt.
Zu den berühmtesten Besatzungsmitgliedern gehörten der spätere britische Feldmarschall Sir Evelyn Wood (1839–1919) und die Bordschildkröte Timothy (um 1844–2004).